# José Pérez Fajardo
José Pérez Fajardo es un historietista español, que, tras su paso por la editorial Cliper, triunfó con la colección deportiva Olimán (1961) para editorial Maga, entre otras series.